# DARKNESS IV
『DARKNESS IV』（ダークネス フォー）は、2007年2月14日に発表された浅川マキのベストアルバムである。

## 解説
- 浅川マキ ゼロアワーシリーズ・ベストアルバム第4弾にして、終章[1]。
- DISC 1は“初期作品集（Vol.3）”と題し、アンダーグラウンドシアター蠍座での浅川マキ・デビューライブ、紀伊國屋シアターでの大晦日公演、その他『裏窓』など初期作品からのコンピレーション。
- DISC 2は“My Favorite Songs”と題し、1990年代のアルバム『BLACK -black に good luck-』より3曲、『CAT NAP』、『マイ・マン』、そして文芸坐ル・ピリエでの大晦日公演を収録した『黒い空間』からそれぞれ2曲、他1曲のコンピレーション。

## 収録曲
曲名後の〈〉内はオリジナルアルバム名。

### DISC 1 初期作品集（VOL.3）
1. トラブル イン マインド - Trouble In Mind -〈裏窓 MAKI V〉
日本語詞：浅川マキ／作曲：Richard M. Jones
2. 翔ばないカラス〈裏窓 MAKI V〉
作詞：真崎・守／作曲：浅川マキ
3. 町の酒場で〈裏窓 MAKI V〉
作詞・作曲：浅川マキ
4. ケンタウロスの子守唄〈裏窓 MAKI V〉
作詞：筒井康隆／作曲：山下洋輔
5. ロンサム ロード - Lonesome Road -〈裏窓 MAKI V〉
日本語詞：浅川マキ／作曲：Nathaniel Shilkret
6. わたしが娼婦になったなら〈MAKI II〉
作詞：寺山修司／作曲：山木幸三郎
7. 愛さないの 愛せないの〈浅川マキの世界〉
作詞：寺山修司／作曲：山木幸三郎
（アンダーグラウンドシアター／蠍座・ライブ） - 1968年12月
8. 十三日の金曜日のブルース〈浅川マキの世界〉
作詞：寺山修司／作曲：山木幸三郎
（アンダーグラウンドシアター／蠍座・ライブ） - 1968年12月
9. 山河ありき〈浅川マキの世界〉
作詞：寺山修司／作曲：山木幸三郎
（アンダーグラウンドシアター／蠍座・ライブ） - 1968年12月
10. ガソリン アレイ〈MAKI LIVE〉
日本語作詞：浅川マキ／作詞：ロッド・スチュワート／作曲：ロン・ウッド
（紀伊國屋ホール・ライブ） - 1971年大晦日公演
  - ロッド・スチュワートのカバーである。
11. さかみち〈MAKI LIVE〉
作詞・作曲：浅川マキ
（紀伊國屋ホール・ライブ） - 1971年大晦日公演
12. こんな風に過ぎて行くのなら〈こんな風に過ぎて行くのなら〉
作詞・作曲：浅川マキ
  - DISC 1の中では唯一、1990年代のアルバム『こんな風に過ぎて行くのなら』より収録。ただしセルフカヴァーであり、初出は1973年のアルバム『裏窓』である。

### DISC 2 My Favorite Songs
1. 憂鬱(II)〈BLACK -black に good luck-〉
作詞：浅川マキ／作曲：下山淳
2. 憂鬱なひとり歩き〈BLACK -black に good luck-〉
作詞：浅川マキ／作曲：下山淳・奈良敏博・池畑潤二
3. 少年(II)〈BLACK -black に good luck-〉
作詞：浅川マキ／作曲：浅川マキ・奈良敏博
  - 1971年のアルバム『MAKI II』に収録された「少年」のセルフカヴァー曲。大胆なアレンジがなされている。
4. むかし〈CAT NAP〉
作詞：浅川マキ／作曲：近藤等則
5. こころ隠して〈CAT NAP〉
作詞：浅川マキ／作曲：近藤等則
6. ナイロン・カバーリング〈寂しい日々〉
作曲：Marc Levin ／翻訳：山本安見（南正人にも意味を感じ取ってもらったという[2]）。／日本語詞：浅川マキ
7. 今夜はおしまい〈マイ・マン〉
作詞・作曲：浅川マキ
8. 夜〈マイ・マン〉
作詞・作曲：浅川マキ
9. あの人は行った〈黒い空間〉
作詞・作曲：浅川マキ
10. LOVE TIME〈黒い空間〉
作詞：浅川マキ／作曲：Bobby Watson

なお、Track.5～6 、Track.9～10間にそれぞれ「～語り～」を収録

## 演奏者
DISC 1
- 萩原信義 - Guitar
- 富倉安生 - Bass
- 白井幹夫 - Piano
- 小松崎政雄 - Drums
- 杉浦芳博 - Guitar
- 南里文雄 - T.pet
- 今田勝 - Piano
- 稲葉国光 - Bass
- 市原宏祐 - T.Sax
- 渋谷森久 - Piano
- つのだひろ - Drums
- Jazz Player's -
- 土方隆行 - Guitar
- 後藤次利 - Bass
- 富樫春生 - Piano
- 山木秀夫 - Drums

DISC 2
- 下山淳 - Guitar
- 奈良敏博 - Bass
- 池畑潤二 - Drums
- 近藤等則 - T.pet
- 本多俊之 - A.sax
- 杉本喜代志 - Guitar
- 川端民生 - Bass
- つのだひろ - Drums
- 飛田一男 - Guitar
- 山下洋輔 - Piano
- 森山威男 - Drums
- 渋谷毅 - Piano
- 植松孝夫 - T.sax
- Cecil Monroe - Drums
- Bobby Watson - Bass
- Gemi Taylor - Guitar
- Keith R. Haines - Guitar
- David C. Brown - Drums

## レコーディング・スタッフ
- 田村仁 - Produce & Photograph
- 吉野金次 (GREEN DOOR)
- 松村崇 (MASTERED)
- 木下孝 (クロックワイズ)
- 柴田徹 (せなまる舎)
- 寺本幸司 - Adviser
- 中曽根純也 - Executive Producer
- 小林壮一 - Executive Producer

## Special Thanks To
- 「蠍座」葛井欣士郎
- 「紀伊國屋ホール」柳義男
- 「池袋・文芸坐」永田稔

ほか